# Condado de Androscoggin
O Condado de Androscoggin (em inglês:  Androscoggin County) é um dos 16 condados do estado americano do Maine. A sede do condado é Auburn. Foi fundado em 1854.
O condado possui uma área de 1 287 km², dos quais 1 212 km² estão cobertos por terra e 76 km² por água, uma população de 107 702 habitantes, e uma densidade populacional de 88,9 hab/km² (segundo o censo nacional de 2010). É o quinto condado mais populoso do Maine.